# علم الفلزات في أمريكا ما قبل الكولومبي

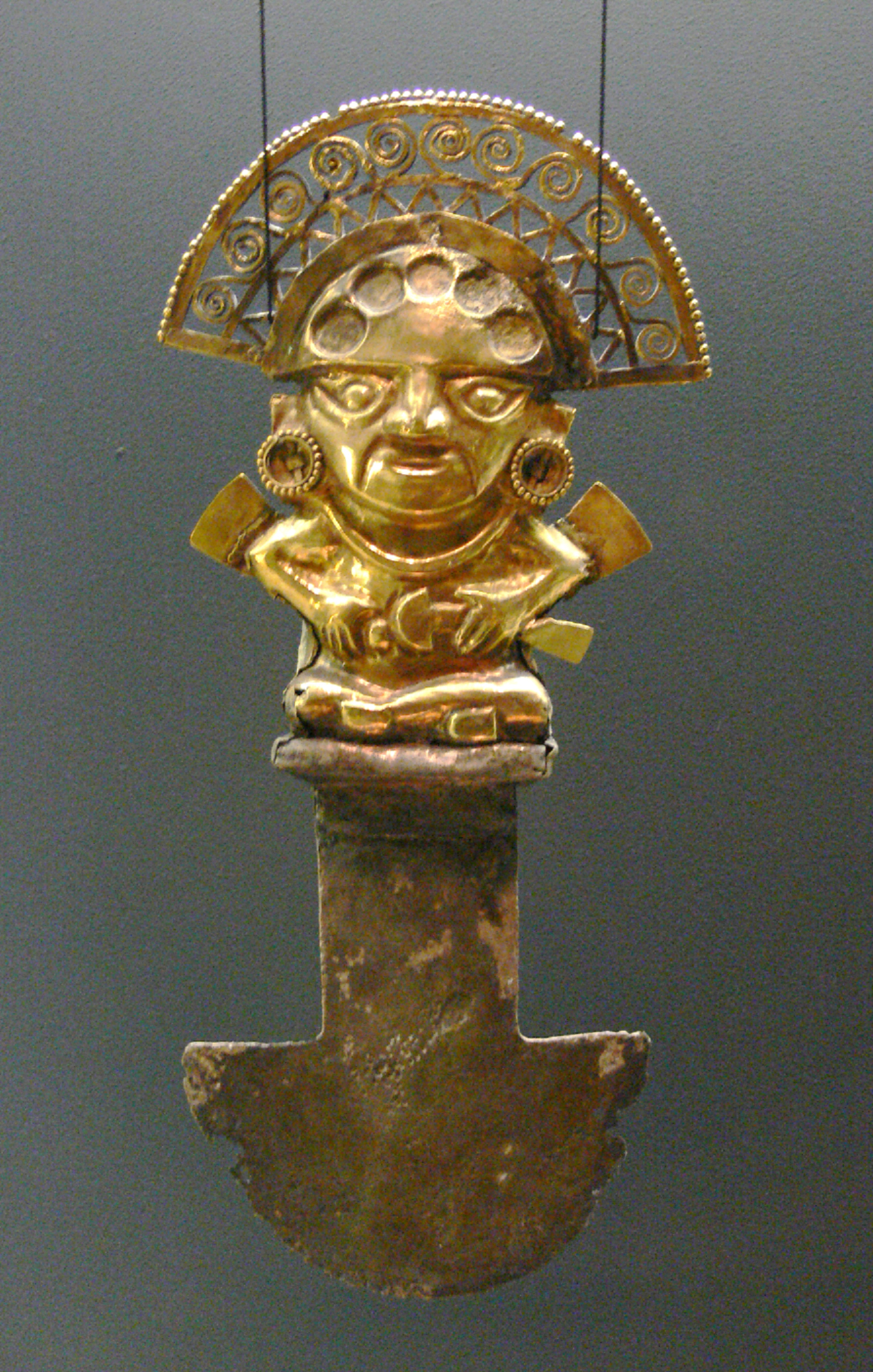
تومي من سيكان، أو سكين احتفالية، بيرو، 850-1500

علم الفلزات في أمريكا ما قبل الكولومبي هو استخراج وتنقية وسبك وصناعة الفلزات من قبل الشعوب الأصلية في الأمريكتين قبل الاتصال الأوروبي في أواخر القرن الخامس عشر. كان السكان الأصليون الأمريكيون يستخدمون الفلزات الأصلية من العصور القديمة، حيث يرجع تاريخ الاكتشافات الحديثة للقطع الأثرية الذهبية في منطقة الأنديز إلى الفترة من 2155 إلى 1936 قبل الميلاد،  ويرجع تاريخ اكتشافات النحاس في أمريكا الشمالية إلى حوالي 5000 قبل الميلاد. كان يمكن العثور على الفلز في الطبيعة دون الحاجة إلى الصهر، وتشكيله بالشكل المطلوب باستخدام الطرق الساخنة والباردة دون تغيير كيميائي أو صناعة السبائك. حتى الآن «لم يعثر أحد على دليل يشير إلى استخدام الإذابة والصهر والصب في شرق أمريكا الشمالية قبل التاريخ.»
الوضع مختلف تماما في أمريكا الجنوبية. كان لدى السكان الأصليين في أمريكا الجنوبية علم فلزات كامل مع فلزات مختلفة مخلوطة ومصهورة عمدًا. قد يكون علم الفلزات في أمريكا الوسطى وغرب المكسيك قد تطور بعد الاتصال بأمريكا الجنوبية من خلال التجار البحريين الإكوادوريين.

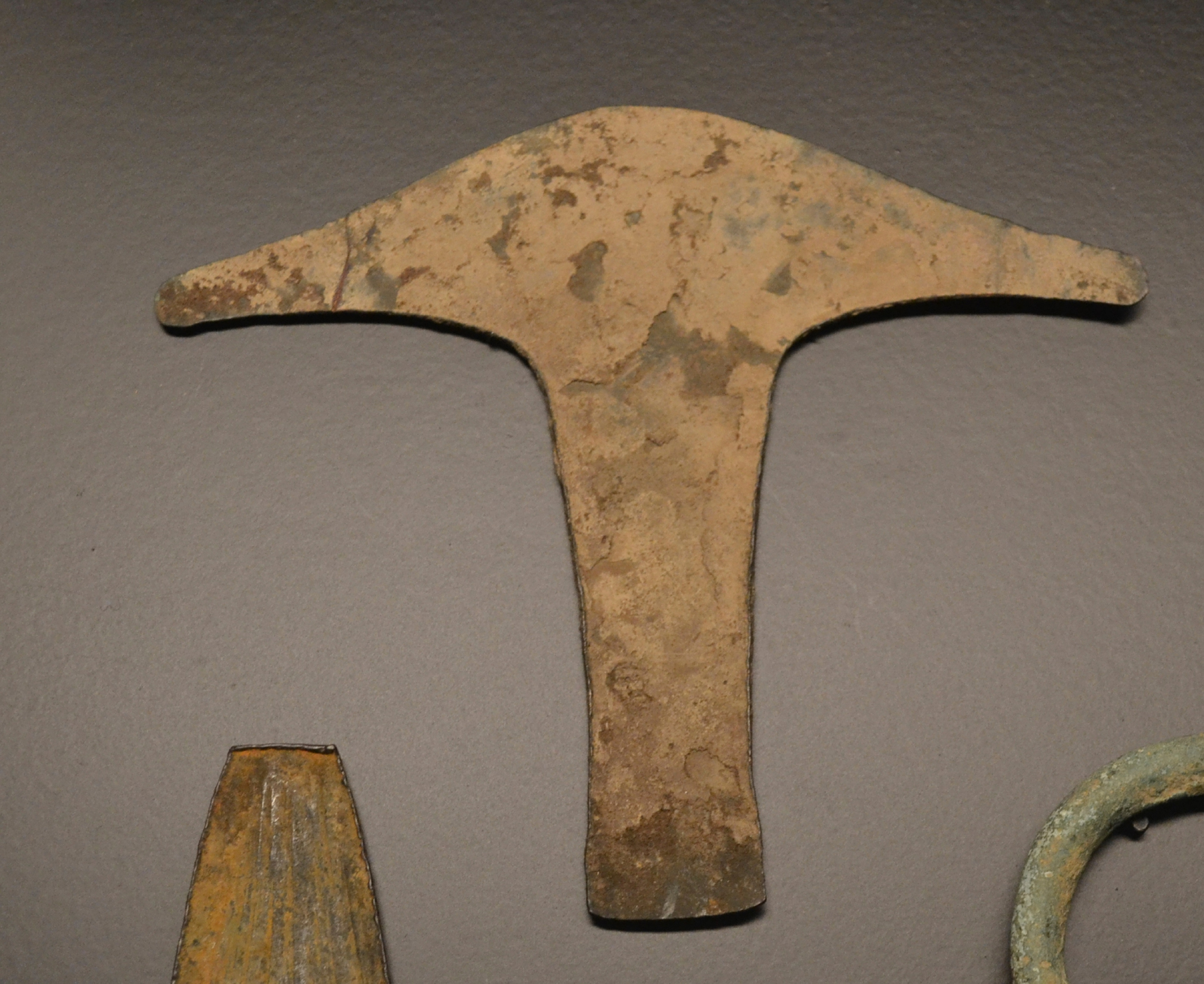
نقود فأس برونزية من المكسيك في

## أمريكا الجنوبية
يبدو أن أعمال الفلزات في أمريكا الجنوبية قد تطورت في منطقة الأنديز في بيرو الحديثة وبوليفيا والإكوادور وتشيلي والأرجنتين مع الذهب والنحاس الطبيعي الذي يُطرق ويُشكل في أغراض معقدة، وخاصة الحلي. يعود تاريخ أقدم عمل ذهب حسب الاكتشافات الحديثة إلى 2155 – 1936 قبل الميلاد. ويعود أقدم عمل نحاسي إلى 1432-1132 قبل الميلاد. ومع ذلك، تشير دراسات لب الجليد في بوليفيا إلى أن صهر النحاس ربما بدأ منذ 700 قبل الميلاد، قبل أكثر من 2700 عام. بحلول عام 1410 - 1090 قبل الميلاد، كان التذهيب يمارس في ساحل بيرو. يأتي المزيد من الأدلة على هذا النوع من الأعمال الفلزية من المواقع الموجودة في واواكا، شافين وكوتوش [الإنجليزية]، ويبدو أنها انتشرت في جميع أنحاء مجتمعات الأنديز في الأفق المبكر ‏ (1000-200 قبل الميلاد).
على عكس تقاليد علم الفلزات الأخرى حيث اكتسبت الفلزات أهمية من خلال الاستخدام العملي في الأسلحة والأواني اليومية، كانت الفلزات في أمريكا الجنوبية تُقدر بشكل أساسي كزخارف وأغراض ذات مكانة عالية. على الرغم من أنه أيضًا أُنتجت أغراض وظيفية، حتى في حضارات الأنديز المتقدمة من الناحية الفلزية في عصر الإنكا، لم تُستبدل الأدوات الحجرية بالكامل بأغراض برونزية في الحياة اليومية. خلال الأفق المبكر، أنتجت التطورات في صناعة الفلزات أجسامًا مذهلة ومميزة من الذهب الأنديزي مصنوعة بضم صفائح فلزية أصغر، كما ظهرت سبائك الذهب والفضة .
يبدو أن تقاليد قد تطورت جنبًا إلى جنب - أحدهما في شمال بيرو والإكوادور، والآخر في منطقة الألتيبلانو في جنوب بيرو وبوليفيا وتشيلي. هناك أدلة على صهر كبريتيد النحاس في منطقة ألتيبلانو حول الأفق المبكر. يأتي الدليل على ذلك من خبث النحاس المستخرج من عدة مواقع، مع احتمال أن يأتي الخام نفسه من الحدود الجنوبية بين شيلي وبوليفيا. بالقرب من بوما بينكو في بوليفيا، وفي ثلاثة مواقع إضافية في بيرو وبوليفيا، استخدمت أفران صهر محمولة لسبك "تشنجات" (مثبتات) على شكل I في مكانها، للانضمام إلى كتل حجرية كبيرة أثناء البناء. يظهر تحليلهم الكيميائي
| نحاس    |  | 95.15% |
| زرنيخ   |  | 2.05%  |
| نيكل    |  | 1.70%  |
| سيليكون |  | 0.84%  |
| حديد    |  | 0.26%  |

التاريخ التقديري لهذه السبائك يقع بين 800 و500 قبل الميلاد.
ومع ذلك، فإن الدليل على الصهر المتطور بالكامل لا يظهر إلا مع حضارة موتشي. استخرجت الخامات من الرواسب الضحلة في سفوح جبال الأنديز. ربما صُهرهم في مكان قريب، كما هو موضح بالصور على المشغولات الفلزية نفسها وعلى الأواني الخزفية. كان الصهر في أفران من الطوب اللبن مع ثلاثة أنابيب نفخ على الأقل لتوفير تدفق الهواء اللازم للوصول إلى درجات الحرارة العالية. ثم تُنقل السبائك الناتجة إلى المراكز الساحلية لتشكيلها في ورش متخصصة. عُثر على ورشتين بالقرب من الأقسام الإدارية لمدنهم ودُرستا، مما يدل مرة أخرى على هيبة الفلز. كشف تحليل تمثال موتشي المكون من طبقات فلزية رفيعة عديدة عن طلاء معقد وطلاء بالذهب يتضمن مزيجًا من الغمر في المحاليل الحمضية وتطبيق الحرارة الشديدة.
كانت الأغراض نفسها لا تزال بشكل أساسي زينة، وغالبًا ما تُربط الآن بالخرز. في الواقع، في حضارتي لامبايكو وشيمو (750 – 1400 م)، أُنتجت مجموعة واسعة من العناصر الفلزية الوظيفية مثل الأوعية والأطباق وأوعية الشرب والصناديق والأطباق والنماذج والمقاييس وخاصة الأكواب (أكريلاس)، ولكن في الغالب للاستخدام الاحتفالي أو النخبوي. صُممت بعض الأغراض الوظيفية بطريقة فنية، وزُينت بشكل متقن وغالبًا ما يعُثر عليها في مدافن عالية المستوى، ويبدو أنها لا تزال تُستخدم لأغراض رمزية أكثر من الأغراض العملية. يبدو أن مظهر الذهب أو الفضة كان مهما، مع وجود عدد كبير من الأغراض المذهبة أو الفضية بالإضافة إلى مظهر تمباغا، وهو سبيكة من النحاس والذهب وأحيانًا الفضة أيضًا. أيضًا صُهر البرونز الزرنيخي  من خامات الكبريتيد، وهي ممارسة إما طُورت بشكل مستقل أو نُقلت من التقاليد الجنوبية. يبدو أن أقدم علم الفلزات المسحوق المعروف، وأول عمل للبلاتين في العالم، قد طُور على ما يبدو من قبل حضارات إسميرالداس قبل الغزو الإسباني. أتقنت الحضارات الإكوادورية،بدءًا منحضارة توليتا (600 قبل الميلاد - 200 بعد الميلاد)، لحام حبيبات البلاتين من خلال صناعة السبائك بالنحاس والذهب والفضة، وإنتاج الحلقات والمقابض والحلي والأواني من البلاتين. لوحظت هذه التكنولوجيا في النهاية واعتمدتها الإسبانية ق. 1730.
أنتجت المجتمعات الساحلية في صحراء أتاكاما، كما يتضح من تلك الموجودة بالقرب من توكوبيلا، أغراضها الفلزية للاستخدام العملي في الفترة من 900 إلى 1400 م.

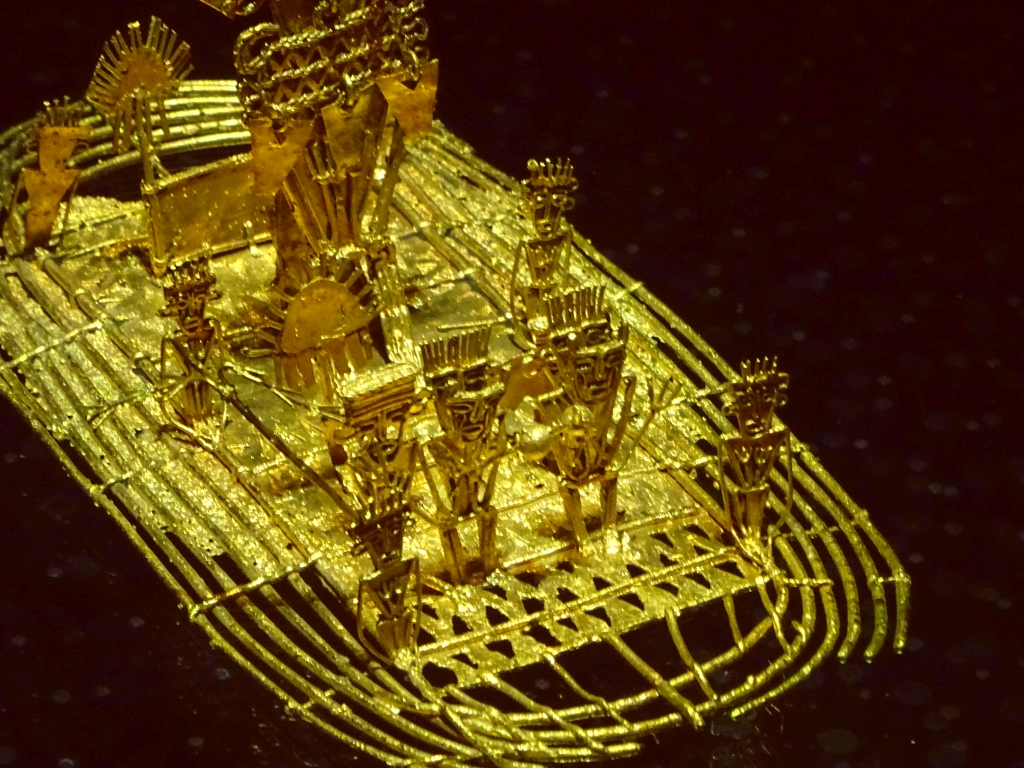
طوافة موسيكا الذهبية في متحف الذهب في بوغوتا

انتشر علم الفلزات تدريجياً شمالاً إلى كولومبيا وبنما وكوستاريكا، ووصل إلى غواتيمالا وبليز بحلول 800 بعد الميلاد. بحلول ق. 100–700 بعد الميلاد، تم تطوير التذهيب المستنفد [الإنجليزية] من قبل حضارة ناهوانغ في كولومبيا لإنتاج أشكال متنوعة للزينة مثل الذهب الوردي. صنع ذهب الموسيكا، في كولومبيا الحديثة، مجموعة متنوعة من الأغراض الصغيرة للزينة والتدين من حوالي 600 بعد الميلاد فصاعدًا. من المحتمل أن تكون طوافة موسيكا [الإنجليزية] الذهبية هي أكثر الأغراض المعروفة شهرة. وهي تتواجد في متحف الذهب، بوغوتا، أكبر "متاحف الذهب" الستة المملوكة لبنك كولومبيا المركزي والتي تعرض الذهب من المويسكا وحضارات أخرى من العصر ما ما قبل الكولومبي في البلاد.

### الإمبراطورية الإنكا
دخلت فقط مع الإنكا الفلزات حقًا في الاستخدام العملي. في ماتشو بيتشو ومواقع أخرى، استخدم الفلز للبولاس، الشواقيل، الأزاميل، المناقش، قضبان النقب، الملاقط، الإبر، الألواح، خطافات الأسماك، الملاعق، المغارف، السكاكين (تومي)، الأجراس، ألواح الصدر، ملاعق الجير، ورؤوس الصولجان، وبكرات الأذن، والأوعية، ودبابيس العباءة (طوبوس)، والفؤوس، ووصلات محراث القدم. ومع ذلك، فقد ظلت مواد يمكن من خلالها إظهار الثروة والمكانة. لا تزال الأهمية المميزة للون، والتي أدت إلى بعض التطورات السابقة، موجودة. كان للفلزات بخلاف الذهب أيضًا قيمة جوهرية، حيث كانت قطع الفأس ذات أهمية خاصة في هذا الصدد. مع انتشار الأدوات الفلزية من قبل الإنكا، من المعتقد من الممكن أن يصبح استخدام الفلزات في العالم القديم أكثر شيوعًا. على أي حال، كما يلاحظ برونز، «يمكن النظر إلى البرونز على أنه بديل مكلف للحجر الفعال بنفس القدر.»  ومع ذلك، كشفت أبحاث الرواسب في بوليفيا أن الفلزات مثل الفضة سُبكت على نطاق واسع جدًا، بآلاف الأطنان، من أواخر تيواناكو إلى عصر الإنكا (1000-1530 بعد الميلاد)، مما يشير إلى أن ندرة الفلزات في مواقع الإنكا ناتجة على الأرجح عن الاستحواذ والتصدير الإسباني أكثر من الاستخدام المحدود قبل الاستعمار.
يُزعم أن إمبراطورية الإنكا توسعت إلى أراضي الدياغيتا [الإنجليزية] في ما هو الآن شمال وسط تشيلي بسبب ثروتها الفلزية، لكن هذا الرأي رفضه بعض العلماء. علاوة على ذلك، هناك احتمال إضافي يتمثل في أن الإنكا غزت وديان دياغيتا الشرقية المكتظة نسبيًا للحصول على العمالة لإرسالها إلى مناطق التعدين في تشيلي. أثر الإنكا على الدياغيتايين الذين تبنوا تقنيات الأشغال الفلزية الإنكا.
في أقصى الجنوب في تشيلي، دفعت قبائل مابوتشي داخل أو بالقرب من إمبراطورية الإنكا الجزية ذهبًا. يعتقد عالمي الآثار توم ديليهاي [الإنجليزية] وأميريكو جوردون أن الإنكان ياناكونا [الإنجليزية] قد استخرجوا الذهب جنوب حدود الإنكا في منطقة مابوتشي الحرة. بعد هذا الفكر، كان الدافع الرئيسي لتوسع الإنكا في أراضي مابوتشي هو الوصول إلى مناجم الذهب [الإنجليزية]. كان للذهب،بين شعب المابوتشي في وسط وجنوب وسط تشيلي، أهمية حضارية مهمة تسبق اتصال الإنكا [الإنجليزية]. في وقت الغزو الإسباني لشيلي، ذكر العديد من المؤرخين أن مابوتشيين يستخدمون الحلي الذهبية. وفقًا للمؤرخ أوزفالدو سيلفا، فإن الحلي الذهبية لمابوتشي في منطقة كونسيبسيون تدل على نوع من التفاعل بين المابوتشي والإنكا الذي ربما كان تجارة أو هدايا أو غنائم حرب مأخوذة من جيش الإنكا المهزوم [الإنجليزية]. من المعروف أن أدوات مابوتشي ما قبل الإسباني كانت بسيطة نسبيًا ومصنوعة من الخشب والحجر، لكن القليل منها كان مصنوعًا في الواقع من النحاس والبرونز.

### الحديد
لم يصهر الأمريكيون الأصليون الحديد، وبالتالي لم يدخل العالم الجديد عصرًا حديديًا مناسبًا قبل الاكتشاف الأوروبي، ولم يُستخدم المصطلح في الأمريكتين. ولكن كان هناك استخدام محدود لخام الحديد الأصلي، من أكسيد الحديد الأسود وبيريت الحديد والإلمينيت، خاصة في جبال الأنديز وأمريكا الوسطى، بعد 900 قبل الميلاد وحتى ق. 500 بعد الميلاد. استخرجت أشكال مختلفة من خام الحديد، ورُوّضَ وصُقل بشدة. هناك أدلة كثيرة على أن هذه التكنولوجيا والمواد الخام والمنتجات النهائية تم تداولها على نطاق واسع في أمريكا الوسطى طوال حقبة التكوينات (2000-200 قبل الميلاد).
شُكلت كتل من بيريت الحديد والمغنتيت ومواد أخرى في الغالب في مرايا ودلايات وميداليات وزخارف غطاء الرأس للتأثيرات الزخرفية والاحتفالية. ومع ذلك، يبدو أن مرايا خام الحديد المقعرة قد استخدمتها حضارتي أولمك (1500-400 قبل الميلاد)  وشافين (900-300 قبل الميلاد) لإطلاق النار والأغراض البصرية ، و"حبات" الإلمنيت قد تكون بمثابة مطارق للعمل الجيد. يبدو أيضًا أن أولمك وإيزابا [الإنجليزية] (300 قبل الميلاد - 100 بعد الميلاد) استخدمتا مغناطيسية الحديد لمحاذاة المعالم ووضعها. ربما طوروا بوصلة ذات ترتيب صفري باستخدام قضيب من أكسيد الحديد الأسود.
يبدو أن بعض استخدامات أمريكا الوسطى للحديد الأصلي كانت عسكرية. اقترح ستيفن جونز أن يقوم الأولمك بخياطة "خرز" الإلمنيت في درع أو خوذات واقية من البريد. شكلت الفسيفساء والألواح المصنوعة من البايرايت الحديدي تيزكاتليباي وزخارف صدرية في الملابس العسكرية لحضارتي تيوتيهواكان (100 قبل الميلاد - 600 بعد الميلاد)، تولتيك (800 – 1150 م) وتشيتشن إيتزا (800 – 1200 م).

## أمريكا الوسطى ومنطقة البحر الكاريبي

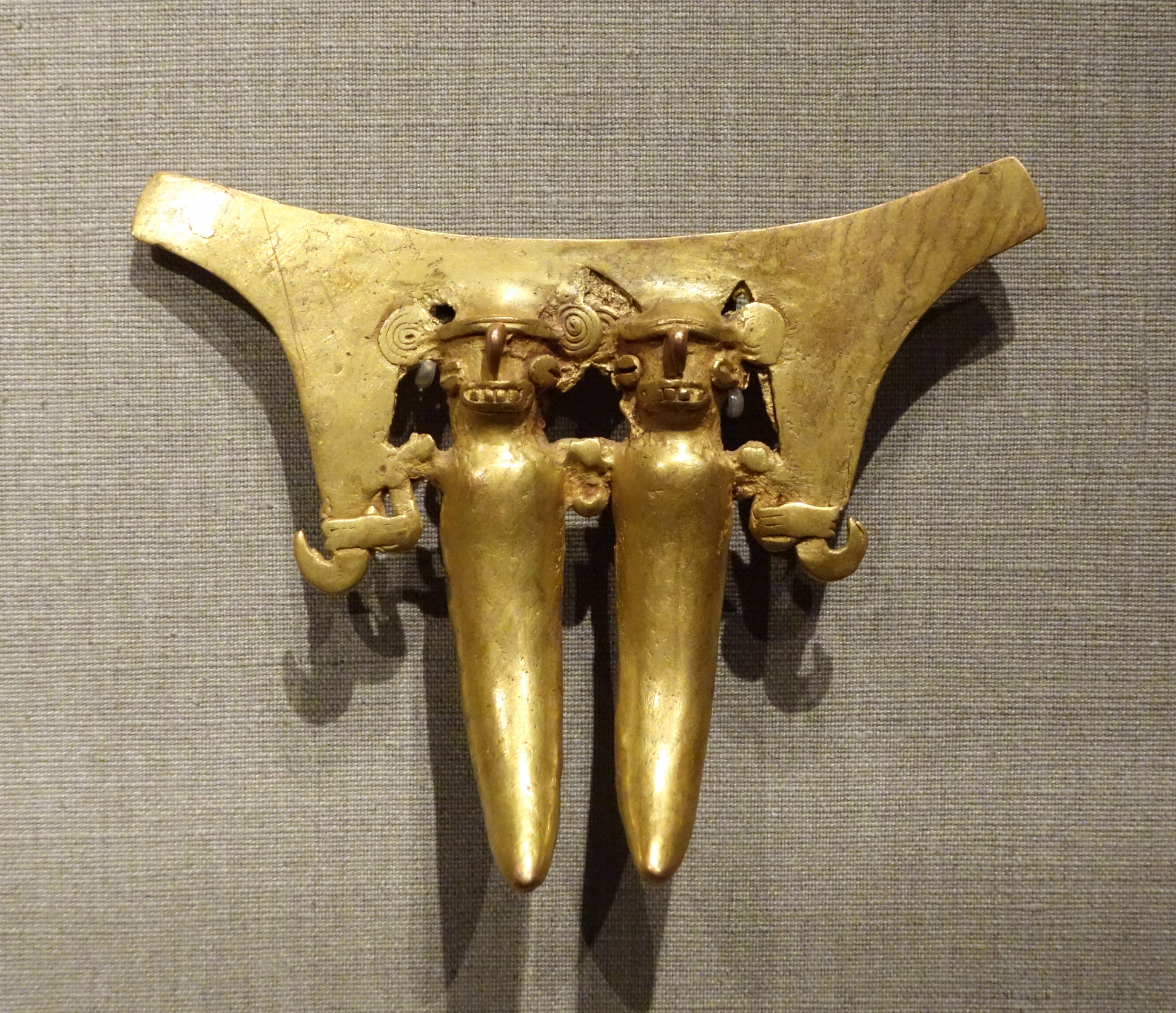
دلاية ذهبية مزدوجة، بنما، فيراغواس، ما بين القرن 11 و16

بدأ إنتاج الذهب والنحاس والأغراض المصنوعة من التمباغا في بنما وكوستاريكا بين 300 – 500 م. استخدم صب القالب المفتوح مع طلاء الأكسدة والتذهيب المصبوب. بحلول 700 – 800 م، كانت المنحوتات الفلزية الصغيرة شائعة وشكلت مجموعة واسعة من الحلي الذهبية والتومباغا الشعارات المعتادة للأشخاص ذوي المكانة العالية في بنما وكوستاريكا.
أقدم عينة من الأعمال الفلزية من منطقة البحر الكاريبي عبارة عن صفيحة كربونية من سبائك الذهب مؤرخة بـ 70 – 374 م. أُرخ معظم علم الفلزات في منطقة البحر الكاريبي إلى ما بين 1200 و1500 بعد الميلاد ويتكون من قطع بسيطة وصغيرة مثل الألواح والمعلقات والخرز والأجراس. هذه في الغالب عبارة عن ذهب أو سبيكة ذهبية وقد وجد أنها شذرات غرينية مطروقة على البارد ومصقولة بالرمل، على الرغم من أن بعض العناصر يبدو أنها قد أُنتجت عن طريق السبك بالشمع المفقود. من المفترض أن بعض هذه العناصر على الأقل تم الحصول عليها عن طريق التجارة من كولومبيا.

## أمريكا الوسطى

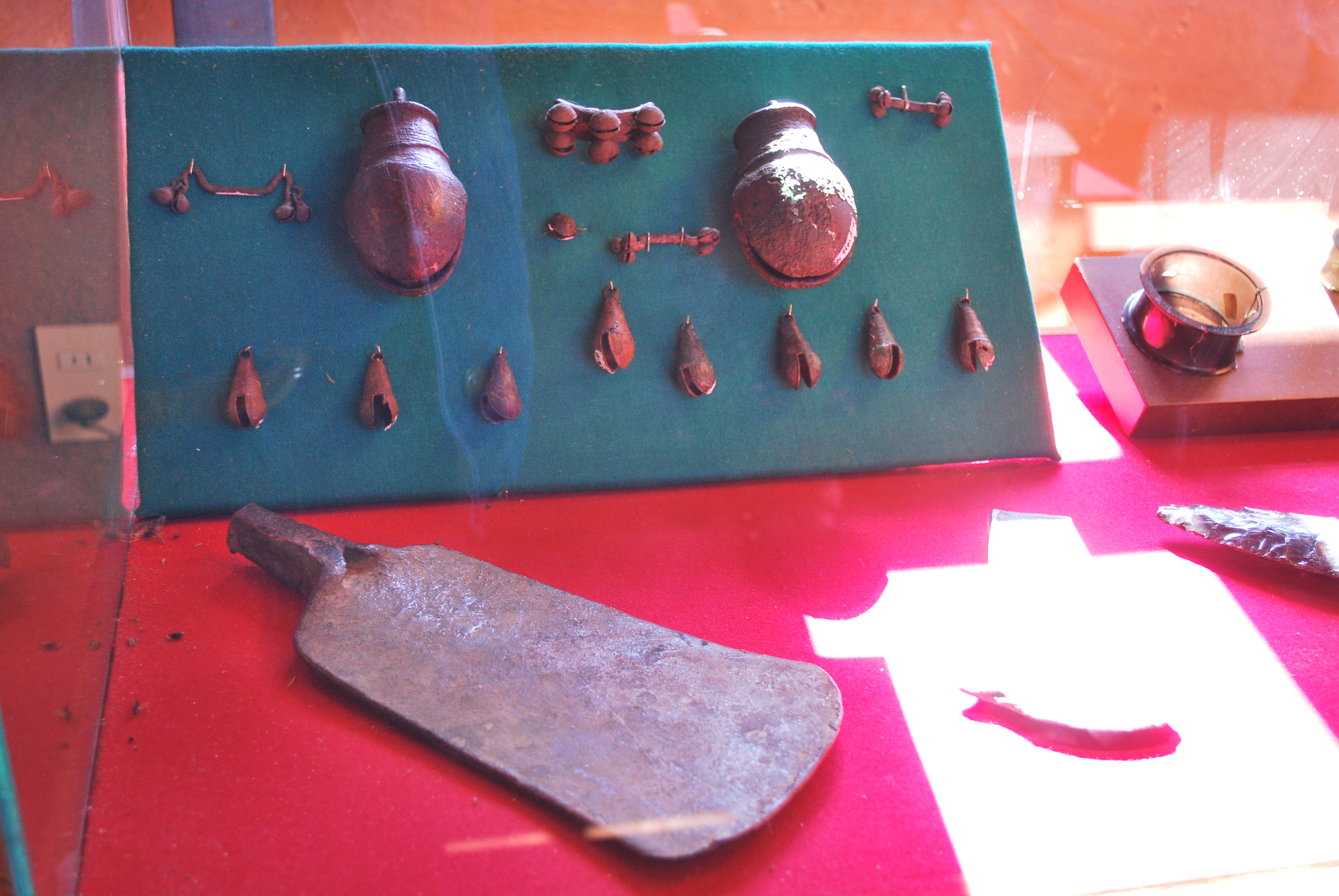
أجراس وأداة من سبائك النحاس بدولة تاراسكان (1300 إلى 1530)

ظهر علم الفلزات فقط في أمريكا الوسطى في 800  م مع أفضل دليل من غرب المكسيك. كما هو الحال في أمريكا الجنوبية، كان يُنظر إلى الفلزات الدقيقة على أنها مادة للنخبة. يبدو أن الصفات المميزة للون ورنين الفلز قد جذبت أكثر من غيرها ثم أدت إلى التطورات التكنولوجية الخاصة التي شوهدت في المنطقة.
يبدو أن تبادل الأفكار والسلع مع شعوب من منطقة الإكوادور وكولومبيا قد غذى الاهتمام المبكر والتنمية. توجد أنواع مماثلة من القطع الأثرية الفلزية في غرب المكسيك والمنطقتين: حلقات نحاسية وإبر وملاقط صُنعت بنفس الطرق كما في الإكوادور وتوجد أيضًا في سياقات أثرية مماثلة. عُثر أيضًا على العديد من الأجراس، ولكن في هذه الحالة صُبت باستخدام نفس طريقة السبك بالشمع المفقود كما شوهدت في كولومبيا. خلال هذه الفترة، استخدم النحاس بشكل حصري تقريبًا.
حافظ الاتصال المستمر على تدفق الأفكار من تلك المنطقة نفسها، وبعد ذلك، بالتزامن مع تطور التجارة البحرية لمسافات طويلة في الأنديز، يبدو أن التأثير من الجنوب البعيد قد وصل إلى المنطقة وأدى إلى فترة ثانية (1200 – 1300 م إلى الوصول الأسباني). بحلول هذا الوقت، كان علماء الفلزات في غرب المكسيك يستكشفون سبائك النحاس، ويرجع ذلك جزئيًا إلى أن الخواص الميكانيكية المختلفة كانت مطلوبة لتشكيل قطع أثرية محددة، وخاصة عملات الفأس [الإنجليزية] - دليل إضافي على الاتصال بمنطقة الأنديز. ومع ذلك، بشكل عام، طُورت الخصائص الجديدة التي أُدرجت من هذه السبائك لتلبية الاحتياجات الإقليمية، وخاصة أجراس الأسلاك، والتي كانت تحتوي في بعض الأحيان على نسبة عالية من القصدير في البرونز لدرجة أنها لم تكن ذات صلة بخصائصها الميكانيكية ولكنها أعطت الأجراس لونًا ذهبيًا.
استرودت المصنوعات اليدوية الفعلية ثم التقنيات من الجنوب، لكن علماء الفلزات من غرب المكسيك عملوا خامات من الرواسب المحلية الوفيرة. لم يُستورد الفلز. حتى عندما انتشرت التكنولوجيا من الغرب إلى شمال شرق ووسط وجنوب المكسيك، فإن القطع الأثرية التي يمكن إرجاعها إلى خامات غرب المكسيك وفيرة، إن لم تكن حصرية. ليس من الواضح دائمًا ما إذا كان الفلز قد وصل إلى وجهته النهائية كسبيكة أو خام أو قطعة أثرية مكتملة. أظهرت دراسات المصدر على المشغولات الفلزية من جنوب أمريكا الوسطى المصبوبة بتقنية الشمع المفقود والمختلفة عن القطع الأثرية في غرب المكسيك أنه ربما كانت هناك نقطة ثانية لظهور علم الفلزات في أمريكا الوسطى هناك حيث لا يمكن تحديد مصدر معروف. استخدم النحاس والبرونز في إمبراطورية تاراسكان للأزاميل، والخرامات، والمخرزات، والملاقط، والإبر، والفؤوس، والأقراص، والدروع.
لم يعتمد الأزتيك في البداية صناعة الفلزات، على الرغم من أنهم حصلوا على أغراض فلزية من شعوب أخرى. ومع ذلك، عندما اكتسب الغزو مناطق عمل الفلزات، بدأت التكنولوجيا في الانتشار. بحلول وقت الغزو الإسباني، كانت تقنية صهر البرونز قد طُورت بالفعل. استخدم الغزاة الأسبان تقنية الصهر الأصلية لإنتاج الأسلحة والأدوات.

## أمريكا الشمالية

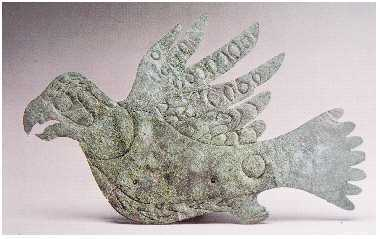
صقر هوبويل النحاسي، ق. 200 قبل الميلاد – 1 بعد الميلاد، أوهايو

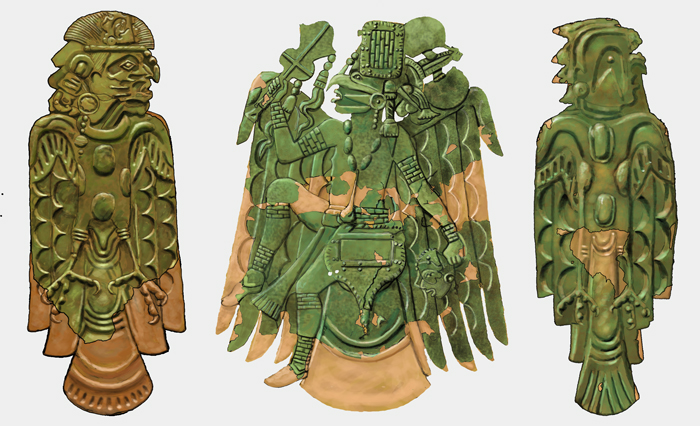
لوحات من مالدن وإيتواه وسبيرو

لم تكشف الأدلة الأثرية عن صهر الفلزات أو خلائطها من قبل الشعوب الأصلية ما قبل الكولومبي شمال ريو غراندي ؛ ومع ذلك، فقد استخدموا النحاس الطبيعي على نطاق واسع.

### حضارة النحاس القديمة
كان النحاس الطبيعي وفيرا نسبيا، خاصة في منطقة البحيرات العظمى. أدت أحدث فترة جليدية إلى تجوب الصخور الحاملة للنحاس. بمجرد تراجع الجليد، كانت الأخيرة متاحة بسهولة للاستخدام في مجموعة متنوعة من الأحجام. شُكل النحاس عن طريق الطرق الباردة في الأغراض من تواريخ مبكرة جدا. وهناك أيضا أدلة على الفعلية تعدين عروق النحاس (مجمع النحاس القديم [الإنجليزية])، ولكن يوجد خلاف حول التواريخ.
كان الاستخراج صعبًا للغاية. ربما استخدمت الهامرستونات لكسر القطع الصغيرة بما يكفي للعمل. ربما خُففت هذه العملية كثيفة العمالة عن طريق إشعال حريق فوق الرواسب، ثم غمر الصخور الساخنة بالماء بسرعة، مما يؤدي إلى حدوث شقوق صغيرة. يمكن تكرار هذه العملية لخلق المزيد من الشقوق الصغيرة.
يمكن بعد ذلك تشكيل النحاس بالطرق الباردة في شكل، مما يجعله هشًا، أو مطروقًا وتسخينه في عملية التلدين لتجنب ذلك. ثم يتعين بعد ذلك طحن الجسم الأخير وشحذه باستخدام الحجر الرملي المحلي. عُثر على العديد من القضبان، ربما تكون إرشادية من التجارة التي سيكون تشكيلها في شريط بمثابة دليل على الجودة أيضًا.

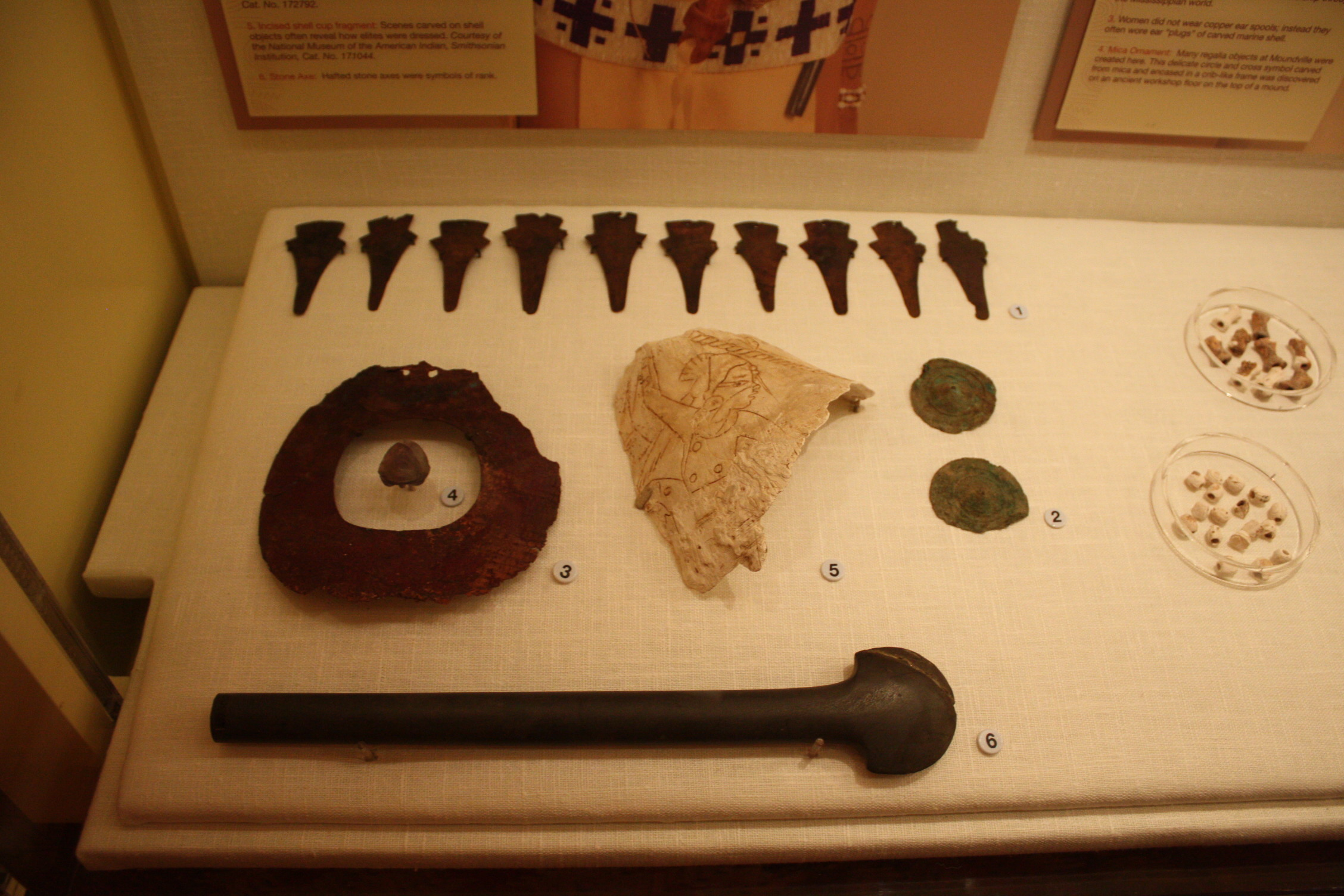
زينة غطاء الرأس النحاسية على شكل صولجان من موندفيل

يبدو أن القطع الأثرية لبحيرة العظمى التي عُثر عليها في أراضي الغابات الشرقية [الإنجليزية] بأمريكا الشمالية تشير إلى وجود شبكات تجارية واسعة النطاق بحلول سنة 1000 قبل الميلاد. يتناقص استخدام النحاس للأدوات تدريجياً مع العثور على المزيد من المجوهرات والزينة. يُعتقد أن هذا يشير إلى التغييرات الاجتماعية في مجتمع أكثر هرمية. عُثر على الآلاف من حفر تعدين النحاس على طول شاطئ بحيرة بحيرة سوبيريور، وعلى جزيرة رويال. قد تكون هذه الحفر مستخدمة منذ زمن بعيد يصل إلى 8000 سنة مضت. استخرج النحاس ثم حُول إلى أغراض مثل رؤوس الرماح الثقيلة والأدوات من جميع الأنواع. كما حُول إلى كائنات هلالية غامضة يعتقد بعض علماء الآثار أنها كانت عناصر دينية أو احتفالية. كانت الأهلة هشة للغاية للاستخدام النفعي، والعديد منها يحتوي على 28 أو 29 شقًا على طول الحافة الداخلية، العدد التقريبي للأيام في الشهر القمري.
ومع ذلك، فإن نموذج البحيرة الكبرى هذا كمصدر فريد للنحاس وتقنيات النحاس التي ظلت ثابتة إلى حد ما لأكثر من 6000 عام قد تعرض مؤخرًا إلى مستوى معين من النقد، لا سيما وأن الرواسب الأخرى تبدو متاحة لأمريكا الشمالية القديمة، حتى لو كانت أصغر بكثير.
ازدهرت حضارة النحاس القديمة بشكل رئيسي في أونتاريو ومينيسوتا. ومع ذلك، اكتشف ما لا يقل عن 50 عنصرًا نحاسيًا قديمًا، بما في ذلك رؤوس الرماح والأهلة الاحتفالية في مانيتوبا. عدد قليل آخر في ساسكاتشوان، وقد ظهر هلال واحد على الأقل في ألبرتا، على بعد 2000 كيلومتر من موطنه في أونتاريو. من المرجح أن هذه العناصر النحاسية وصلت إلى السهول سلعًا تجاريةً بدلاً من انتقال أفراد حضارة النحاس القديمة إلى هذه الأماكن الجديدة. ومع ذلك، من أحد المواقع المحفورة في شرق مانيتوبا يمكننا أن نرى أن بعض الأشخاص على الأقل كانوا يتحركون إلى الشمال الغربي. في موقع بالقرب من بيسيت [الإنجليزية]، عثر علماء الآثار على أدوات نحاسية وأسلحة ومواد نفايات مصنعة، إلى جانب كتلة صلبة كبيرة من النحاس الخام. هذا الموقع مع ذلك يعود تاريخه إلى حوالي 4000 عام مضى، كان المناخ أكثر برودة عندما انتقل خط الأشجار في الغابة الشمالية إلى الجنوب. على الرغم من أنه إذا انتقل هؤلاء المهاجرون بعلمهم الفلزي إلى نهر وينيبيغ [الإنجليزية] في هذا الوقت، فربما استمروا في المضي قدمًا، إلى بحيرة وينيبيغ، ونظام نهر ساسكاتشوان [الإنجليزية].
لم تتطور حضارة النحاس القديمة هذه أبدًا، ولم تكتشف أبدًا مبدأ إنشاء السبائك. هذا يعني أن الكثيرين، على الرغم من قدرتهم على صنع أغراض وأسلحة فلزية، استمروا في استخدام أدوات الصوان الخاصة بهم، والتي يمكن أن تحافظ على حافة أكثر حدة لفترة أطول. لم يكن باستطاعة النحاس غير الممزوج المنافسة ببساطة، وفي الأيام الأخيرة لحضارة النحاس القديمة، كان الفلز يستخدم بشكل حصري تقريبًا في الأغراض الاحتفالية.

### النحاس في حضارة ميسيسيبي
خلال فترة المسيسيبي (800 – 1600 م، متفاوتة محليًا)، استخدمت النخب في المراكز السياسية والدينية الرئيسة في جميع أنحاء الغرب الأوسط وجنوب شرق الولايات المتحدة الزخرفة النحاسية كدليل على وضعهم من خلال صياغة المادة المقدسة في تمثيلات مرتبطة بعبادة الرئيس المحارب في مجمع الاحتفالية الجنوبية الشرقية [الإنجليزية] (SECC). تشتمل هذه الزخرفة على ألواح نحاسية ميسيسيبية [الإنجليزية] وألواح من النحاس المطروق وجدت الآن في أماكن بعيدة مثل ألاباما وفلوريدا وجورجيا وإلينوي وميسيسيبي وأوكلاهوما وتينيسي. بعض اللوحات الأكثر شهرة هي الطيور الجارحة والمحاربين الراقصين بطابع الطيور. كانت هذه الصفائح، مثل لوحات روجان [الإنجليزية] من إيتواه [الإنجليزية]، وألواح سبيرو من سبيرو [الإنجليزية] في أوكلاهوما، ومخبأ وولفينج [الإنجليزية] من جنوب شرق ميسوري، مفيدة في تطوير المفهوم الأثري المعروف باسم مجمع الاحتفالية الجنوبية الشرقية.
موقع حضارة ميسيسيبي الوحيد حيث حُددت ورشة عمل نحاسية من قبل علماء الآثار هو كاهوكيا في غرب إلينوي، حيث توجد ورشة نحاسية تعود إلى مرحلة مورهيد (ق. 1200  م) في كومة 34 ‏. حدد غريغوري بيرينو [الإنجليزية] الموقع في عام 1956 وقام علماء الآثار بالتنقيب فيه لاحقًا. عُثر على العديد من شظايا النحاس في الموقع ؛ أشار التحليل الفلزي إلى أن عمال النحاس في ولاية ميسيسيبي قاموا بتشغيل النحاس في صفيحة رقيقة من خلال الطرق المتكرر والتطويع، وهي عملية يمكن أن تكون ناجحة في حرائق الأخشاب المفتوحة.
بعد انهيار طريقة حياة المسيسيبي في القرن السادس عشر مع ظهور الاستعمار الأوروبي، لا يزال النحاس يحتفظ بمكانة في الحياة الدينية الأمريكية الأصلية كمادة خاصة. كان يعتبر النحاس تقليديًا مقدسًا من قبل العديد من القبائل الشرقية في الفترة التاريخية. تُضمن شذرات النحاس في الحزم المقدسة بين قبائل البحيرات العظمى. تعتبر مجموعة من الصفائح النحاسية المحمولة على طول درب الدموع،من بين مسكوكي كريكس من القرن التاسع عشر، من أكثر العناصر قداسة في القبيلة.

### الحديد في شمال غرب المحيط الهادئ

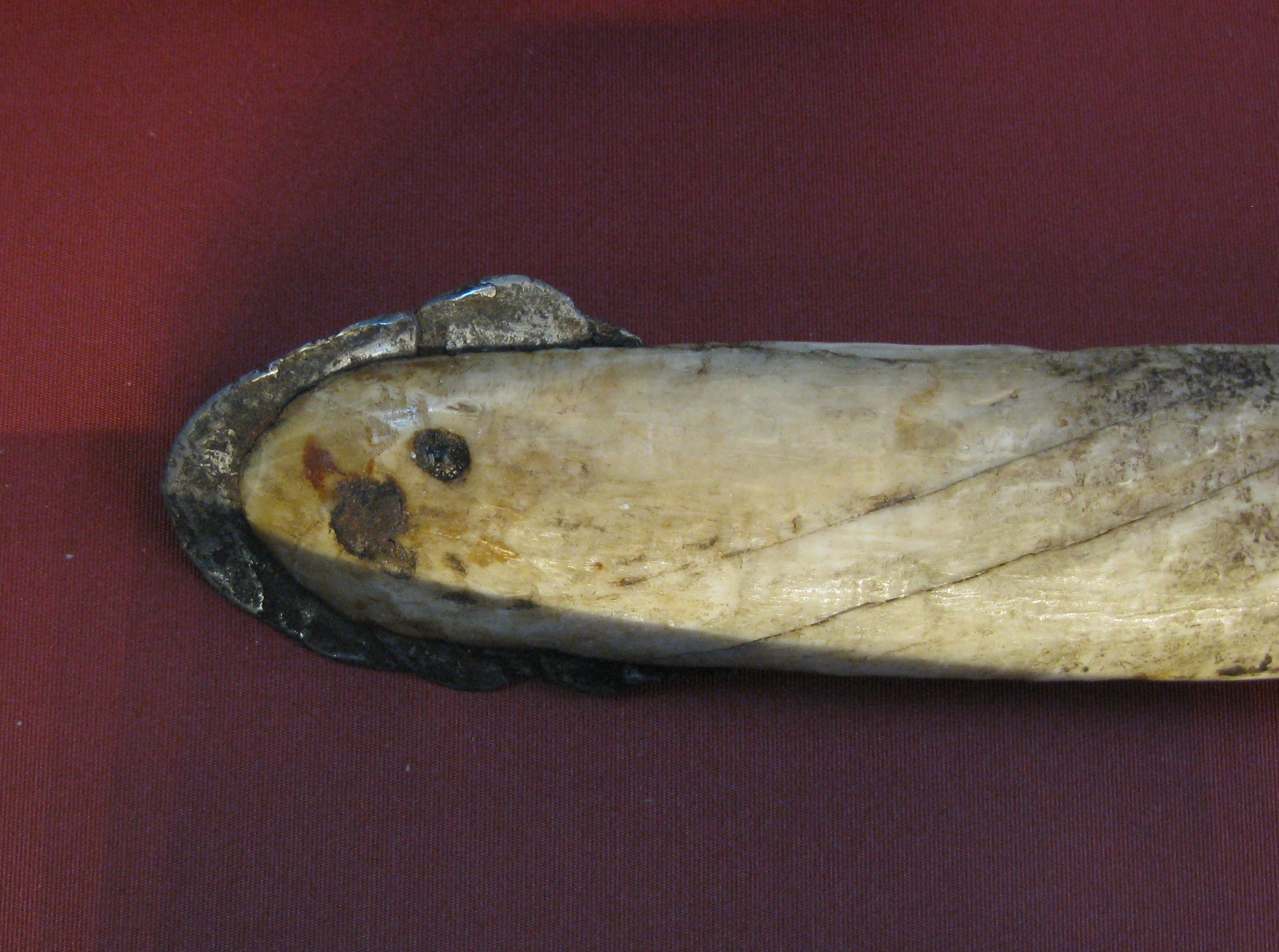
حربة إنويتي مصنوع من ناب كركدن برأس حديدي مصنوع من نيزك كيب يورك.

عُثر على أعمال حديدية محلية في الساحل الشمالي الغربي في أماكن مثل موقع قرية أوزت الهندي الأثري [الإنجليزية]، حيث اكتشفت الأزاميل والسكاكين الحديدية. يبدو أن هذه القطع الأثرية قد صُنعت حوالي عام 1613م، بناءً على التحليل علم تحديد أعمار الأشجار لقطع الخشب المرتبطة في الموقع، وكانت مصنوعة من الحديد المنجرف من حطام السفن الآسيوية، والتي اجتاحها تيار كوروشيو باتجاه ساحل أمريكا الشمالية.
كان تقليد العمل مع الحديد الطافي الآسيوي متطورًا جيدًا في الشمال الغربي قبل الاتصال الأوروبي ، وكان حاضرًا بين العديد من الشعوب الأصلية في المنطقة، بما في ذلك شعوب الشينوك وتلينجيت [الإنجليزية]، الذين يبدو أن لديهم كلماتهم الخاصة عن الفلز. المواد، التي نسخها فريدريكا دي لاجونا على أنها gayES. كان تحطم السفن اليابانية والصينية في حوض شمال المحيط الهادئ شائعًا إلى حد ما، وكانت الأدوات الحديدية والأسلحة التي يحملونها توفر المواد اللازمة لتطوير تقاليد صناعة الحديد المحلية بين شعوب شمال غرب المحيط الهادئ، على الرغم من وجود أيضًا مصادر أخرى للحديد، مثل تلك الناتجة عن النيازك، والتي كانت تعمل أحيانًا باستخدام السندان الحجرية.

## أنظر أيضا
- إنويت نحاسي
- الفضة مابوتشي

## الهوامش
1. ↑  بالقرب من أنداهوايلاس في جنوب بيرو.
2. ↑  ولاحقًا أمريكا الوسطى.
3. ↑  الساحل الشمالي، 200 قبل الميلاد - 600 بعد الميلاد.
4. ↑  شمال غرب الإكوادور
5. ↑  ارتباط الشمس / القمر بالذهب / الفضة.
6. ↑  خاصة الفلزات الثمينة.
7. ↑  الأرجنتين حاليًا.
8. ↑  غير المذاب
9. ↑  الحديد - التيتانيوم
10. ↑  حضارتا تشافين وموش.
11. ↑  دروعًا عاكسة للرفرف الخلفي.
12. ↑  مع النحاس أو الفضة.
13. ↑  على الأرجح عبر طريق بحري.
14. ↑  الفترة القديمة [الإنجليزية] في منطقة البحيرات الكبرى: 8000-1000 قبل الميلاد.
15. ↑  اليابانية تحديدًا,

### فهرس
1. 1 2 3  
Aldenderfer, Mark؛ Craig, Nathan M.؛ Speakman, Robert J.؛ Popelka-Filcoff, Rachel (2008). "4000-year-old gold artifacts from the Lake Titicaca basin, in southern Peru". PNAS. ج. 105 ع. 13: 5002–5005. DOI:10.1073/pnas.0710937105. PMC:2278197. PMID:18378903.
2. ↑  
Beukens, R. P.؛ Pavlish, L. A.؛ Hancock, R. G. V.؛ Farquhar, R. M.؛ Wilson, G. C.؛ Julig, P. J. (1992). "Radiocarbon dating of copper-preserved organics". Radiocarbon. ج. 34 ع. 3: 890–897. Bibcode:1992Radcb..34..890B. DOI:10.1017/S0033822200064213. مؤرشف من الأصل في 2023-06-14.
3. ↑  Martin 1999، صفحة 136
4. ↑  
Anawalt, Patricia Rieff (1992). "Ancient cultural contacts between Ecuador, West Mexico, and the American Southwest: Clothing similarities". Latin American Antiquity. ج. 3 ع. 2: 121. DOI:10.2307/971939. JSTOR:971939.
5. 1 2
6. ↑  
Powell، Eric A. (سبتمبر–أكتوبر 2017). "Andean Copper Age" (PDF). Archaeology. ج. 70 ع. 5: 20. ISSN:0003-8113. اطلع عليه بتاريخ 2017-08-31 – عبر EBSCO's Master File Complete.
7. ↑  
Eichler, A.؛ Gramlich, G.؛ Kellerhals, T.؛ Tobler, L.؛ Rehren, Th.؛ Schwikowski, M. (2017). "Ice-core evidence of earliest extensive copper metallurgy in the Andes 2700 years ago". Nature. ج. 7: 41855. Bibcode:2017NatSR...741855E. DOI:10.1038/srep41855. PMC:5282569. PMID:28139760.
8. ↑  
Burger, Richard L.؛ Gordon, Robert B. (1998). "Early central Andean metalworking from Mina Perdida, Peru". Science. ج. 282 ع. 5391: 1108–1111. Bibcode:1998Sci...282.1108B. DOI:10.1126/science.282.5391.1108. PMID:9804546.
9. ↑  Bruhns 1994
10. ↑  
D'Altroy, Terence N. (2015). The Incas (ط. 2nd). Wiley-Blackwell. ص. 318–319.
11. ↑  
Keatinge, R. W. (1988). Peruvian Prehistory: An overview of pre-Inca and Inca society. Cambridge University Press.
12. ↑  
Horz, G.؛ Kallfass, Mike (2000). "The treasure of gold and silver artifacts from the royal tombs of Sipan, Peru – a study on the Moche metalworking techniques". Materials Characterization. ج. 45 ع. 4–5: 391–420. DOI:10.1016/s1044-5803(00)00093-0.
13. ↑  
Lechtman، Heather (1991). "The production of copper-arsenic alloys in the central Andes: Highland ores and coastal dmelters?". Journal of Field Archaeology. ج. 18: 43–76. DOI:10.1179/009346991791548780.
14. ↑  
Lechtman، Heather (يناير 1984). "Andean value systems and the development of prehistoric metallurgy". Technology and Culture. ج. 25 ع. 1: 1–36. DOI:10.2307/3104667. JSTOR:3104667.
15. ↑  
Pillsbury، Joanne؛ MacKey، Carol J. (2020). "Lambayeque silver beakers: Further considerations". Ñawpa Pacha – Journal of the Institute of Andean Studies. ج. 40 ع. 2: 223–247. DOI:10.1080/00776297.2020.1795413.
16. ↑  
Lechtman، H.؛ Klein، S. (1999). "The production of copper-arsenic alloys (arsenic bronze) by cosmelting: Modern experiment, ancient practice". Journal of Archaeological Science. ج. 26 ع. 5: 497–526. Bibcode:1999JArSc..26..497L. DOI:10.1006/jasc.1998.0324.
17. ↑  
Chaston, J. C. (1980). "The powder metallurgy of platinum: An historical account of its origins and growth". Platinum Metals Review. ج. 24 ع. 2: 70. مؤرشف من الأصل في 2023-06-14 – عبر technology.matthey.com.
18. ↑  Chaston, J. C. (1980). "The powder metallurgy of platinum: An historical account of its origins and growth". Platinum Metals Review. ج. 24 ع. 2: 70. مؤرشف من الأصل في 2023-06-14 – عبر technology.matthey.com.
19. ↑  
McDonald، Donald (1959). "The platinum of New Granada: Mining and metallurgy in the Spanish colonial empire". Platinum Metals Review. ج. 3 ع. 4: 140. مؤرشف من الأصل في 2023-07-10.
20. ↑  
Salazar، Diego؛ Figueroa، Valentina؛ Mille، Benoit؛ Morata، Diego؛ Salinas، Hernán (2010). "Metalurgia prehispánica en las sociedades coster as del norte de Chile (quebrada Mamilla, Tocopilla)". Estudios Atacameños. ج. 40 ع. 40: 23–42. DOI:10.4067/S0718-10432010000200003. مؤرشف من الأصل في 2023-06-14.
21. ↑  
Gannon, Megan (27 سبتمبر 2017). "Rose gold jewelry was all the rage with ancient Colombians". LiveScience. مؤرشف من الأصل في 2023-03-26.
22. ↑  Rutledge، John W.؛ Gordon، Robert B. (يوليو 1987). "The work of metallurgical artificers at Machu Picchu, Peru". American Antiquity. ج. 52 ع. 3: 578–594. DOI:10.2307/281600. JSTOR:i212414. S2CID:163855761.
23. ↑  
Owen، Bruce (أكتوبر 1986 – يناير 1987). The Role of Common Metal Objects in the Inka State. Anthropology (MA thesis). University of California. ص. 31–40.
24. ↑  Bruhns 1994، صفحة 183
25. ↑  
Abbott، Mark B.؛ Wolfe، Alexander P. (2003). "Intensive pre-Incan metallurgy recorded by lake sediments from the Bolivian Andes". Science. ج. 301 ع. 5641: 1893–1895. Bibcode:2003Sci...301.1893A. DOI:10.1126/science.1087806. PMID:14512625. مؤرشف من الأصل في 2023-03-26.
26. 1 2  
Lorandi، A. M. (1988). "Los diaguitas y el tawantinsuyu: Una hipótesis de conflicto". في Dillehay، Tom؛ Netherly، Patricia (المحررون). La frontera del estado Inca [The Boundaries of the Incan State]. ص. 197–214.
27. ↑  Ampuero Brito, Gonzalo (1978). Cultura diaguita (بالإسبانية). Departamento de Extensión Cultural del Ministerio de Educación  [لغات أخرى]‏.{{استشهاد بكتاب}}:  صيانة الاستشهاد: علامات ترقيم زائدة (link)
28. 1 2 3  
Payàs Puigarnau، Getrudis؛ Villena Araya، Belén (15 ديسمبر 2021). "Indagaciones en torno al significado del oro en la cultura mapuche: Una exploración de fuentes y algo más" [Investigations into the meaning of gold in Mapuche culture: A review of sources and something more]. Estudios Atacameños. San Pedro de Atacama, Chile. ج. 67. e4253. DOI:10.22199/issn.0718-1043-2021-0028. ISSN:0718-1043. مؤرشف من الأصل في 2023-03-26.
29. ↑  
Dillehay، T.؛ Gordon، A. (1988). "La actividad prehispánica y su influencia en la Araucanía". في Dillehay، Tom؛ Netherly، Patricia (المحررون). La frontera del estado Inca [The Boundaries of the Incan State]. ص. 183–196.
30. ↑  
Silva Galdames، Osvaldo (1983). "¿Detuvo la batalla del Maule la expansión inca hacia el sur de Chile?" [Did the battle of the Maule halt Inca expansion into southern Chile?]. Cuadernos de historia. ج. 3: 7–25. مؤرشف من الأصل في 2023-03-26. اطلع عليه بتاريخ 2019-01-10.
31. ↑  
Villalobos، Sergio؛ Silva، Osvaldo؛ Silva، Fernando؛ Estelle، Patricio (1974). Historia de Chile (ط. 14th). Editorial Universitaria. ص. 50. ISBN:956-11-1163-2.
32. ↑  
Bengoa، José (2003). Historia de los Antiguos Mapuches del Sur [History of the Ancient Southern Mapuches]. Santiago: كتالونيا. ص. 190–191. ISBN:956-8303-02-2.
33. ↑  
Vaughn, Kevin J.؛ Linares Grados, Moises؛ Eerkens, Jelmer W.؛ Edwards, Matthew J. (ديسمبر 2007). "Hematite mining in the ancient Americas: Mina Primavera, a 2,000 year old Peruvian mine" (PDF). JOM: The Journal of the Minerals, Metals & Materials Society. ج. 59 ع. 12: 16–20. Bibcode:2007JOM....59l..16V. DOI:10.1007/s11837-007-0145-x. ISSN:1047-4838. مؤرشف من الأصل (PDF) في 2023-06-14.
34. ↑  
Pires-Ferreira، Jane Wheeler؛ Evans، Billy Joe (2011). "Mössbauer spectral analysis of Olmec iron ore mirrors: New evidence of formative period exchange networks in Mesoamerica". في Browman, David L. (المحرر). Cultural Continuity in Mesoamerica. Berlin / New York: De Gruyter Mouton. ص. 101–154. DOI:10.1515/9783110807776.101. ISBN:978-311-080777-6. OCLC:922943347.
35. 1 2  Taube، K. A. (2018). "Chapter 8: The iconography of mirrors at Teotihuacan" (PDF). Studies in Ancient Mesoamerican Art and Architecture: Selected Works by Karl Andreas Taube. San Francisco, California: Precolumbia Mesoweb Press. ص. 204–225, 281–351. مؤرشف من الأصل (PDF) في 2021-10-06. اطلع عليه بتاريخ 2023-08-05 – عبر mesoweb.com.
36. ↑  
Jones, Steven E.؛ Jones, Samuel T.؛ Jones, David E. (1997). "Archaeometry applied to Olmec iron-ore beads". Bringham Young University. ج. 37 رقم  4. Article 8. مؤرشف من الأصل في 2023-06-14. {{استشهاد بمجلة}}: الاستشهاد ب$1 يطلب |$2= (مساعدة)
37. ↑    - Guimaraes, A. P. (Jun 2004). "Mexico and the early history of magnetism". Revista Mexicana de Física (بالإنجليزية). 50 (1): 51–53. Bibcode:2004RMxFE..50...51G. ISSN:0035-001X. Archived from the original on 2023-03-26.
38. ↑  "alternate link" (PDF). مؤرشف من الأصل (PDF) في 2023-04-06.
39. ↑  
Carlson، John B. (5 سبتمبر 1975). "Lodestone compass: Chinese or Olmec primacy? Multidisciplinary analysis of an Olmec hematite artifact from San Lorenzo, Veracruz, Mexico". Science. ج. 189 ع. 4205: 753–760. DOI:10.1126/science.189.4205.753. PMID:17777565.
40. ↑  
Jones, Steven E.؛ Jones, Samuel T.؛ Jones, David E. (1997). "Archaeometry applied to Olmec iron-ore beads". Bringham Young University. ج. 37 رقم  4. Article 8. مؤرشف من الأصل في 2023-06-14. {{استشهاد بمجلة}}: الاستشهاد ب$1 يطلب |$2= (مساعدة)
41. ↑  Quiltes, Jeffrey & Hoopes, John W. (2003). Gold and Power in Ancient Columbia, Panama, and Costa Rica. Dumhurton Oakes: Harvard University Press. ص. 220–223.
42. ↑  Martinon-Torres، Marcos؛ وآخرون (ديسمبر 2012). "Metallic encounters in Cuba: The technology, exchange and meaning of metals before and after Columbus". Journal of Anthropological Archaeology. ج. 31 ع. 4: 439–454. DOI:10.1016/j.jaa.2012.03.006.
43. 1 2 3  
Hosler, Dorothy (1988). "Ancient west Mexican metallurgy: South and Central American origins and west Mexican transformations". American Anthropologist. ج. 90 ع. 4: 832–855. DOI:10.1525/aa.1988.90.4.02a00040.
44. ↑  
Hosler, Dorothy (1999). "Recent insights into the metallurgical technologies of ancient Mesoamerica". JOM: The Journal of the Minerals, Metals & Materials Society. ج. 51 ع. 5: 11–14. Bibcode:1999JOM....51e..11H. DOI:10.1007/s11837-999-0034-6.
45. ↑  
Hosler, Dorothy (سبتمبر 2009). "Modelling early metallurgy I: West Mexican metallurgy, revisited and revised". Journal of World Prehistory. ج. 22 ع. 3: 185–212. DOI:10.1007/s10963-009-9021-7.
46. ↑  
Rapp، George؛ Gibbon، Guy؛ Ames، Kenneth، المحررون (1998). Archaeology of Prehistoric Native America: An encyclopedia. New York: Taylor & Francis. ص. 26.
47. 1 2 3 4  
Martin, S. R. (1999). Wonderful Power: The story of ancient copper working in the Lake Superior basin. Great Lakes Books Series. Wayne State University Press.
Martin, S. R. (1999). Wonderful Power: The story of ancient copper working in the Lake Superior basin. Great Lakes Books Series. Wayne State University Press.
48. 1 2 3  
Bryan، Liz (2005). The Buffalo People: Pre-contact Archaeology on the Canadian Plains. Surrey, UK: Heritage House Publishing Company. ص. 108–109. ISBN:1-894384-91-1.
49. ↑  
Levine, M. A. (2007). "Overcoming disciplinary solitude: The archaeology and geology of native copper in eastern North America". Geoarchaeology. ج. 22: 49–66. DOI:10.1002/gea.20146.
50. ↑  
Levine, M. A. (2007). "Determining the provenance of native copper artifacts from northeastern North America: Evidence from instrumental neutron activation analysis". Journal of Archaeological Science. ج. 34 ع. 4: 572–587. Bibcode:2007JArSc..34..572L. DOI:10.1016/j.jas.2006.06.015.
51. 1 2  
Robb، Matthew H. (مارس 2010). "Spotlight Series" (PDF). Mildred Lane Kemper Art Museum / متحف سانت لويس للفنون. مؤرشف من الأصل (PDF) في 2023-04-19. اطلع عليه بتاريخ 2012-04-19.
52. 1 2  
Chastain, Matthew L.؛ Deymier-Black, Alix C.؛ Kelly, John E.؛ Brown, James A.؛ Dunand, David C. (يوليو 2011). "Metallurgical analysis of copper artifacts from Cahokia" (PDF). Journal of Archaeological Science. ج. 38 ع. 7: 1727–1736. Bibcode:2011JArSc..38.1727C. DOI:10.1016/j.jas.2011.03.004. مؤرشف من الأصل (PDF) في 2023-06-15 – عبر Northwestern U.
53. ↑  
Brose, David S.؛ Brown, James A.؛ Penney, David W. (1985). Ancient Art of the American Woodlands Indians. New York: Harry N. Abrams. ص. 149. ISBN:978-0-89558-105-1.
54. 1 2  
Coupland, G.؛ Mackie, Q.؛ Matson, R. G. (2003). Emerging from the Mist: Studies in Northwest Coast culture history. Vancouver, British Columbia: UBC Press. ISBN:9780774809825. مؤرشف من الأصل في 2023-06-14 – عبر Google Books.
55. ↑  
Coupland, G.؛ Mackie, Q.؛ Matson, R. G. (2003). Emerging from the Mist: Studies in Northwest Coast culture history. Vancouver, British Columbia: UBC Press. ISBN:9780774809825. مؤرشف من الأصل في 2023-06-14 – عبر Google Books.
56. ↑  
Quimby, G. I. (1985). "Japanese wrecks, iron tools, and prehistoric Indians of the Northwest Coast". Arctic Anthropology. ج. 22 ع. 2: 7–15. JSTOR:40316086.

### المعلومات الكاملة للمراجع
- Leibsohn، Dana؛ Mundy، Barbara E. (2015). "The Mechanics of the Art World". Vistas: Visual Culture in Spanish America, 1520–1820 (Report). New York, NY: جامعة فوردهام. مؤرشف من الأصل في 2023-04-30.
- Martin, S. R. (1999). Wonderful Power: The story of ancient copper working in the Lake Superior basin. Great Lakes Books Series. Wayne State University Press.
- Bruhns, K. O. (1994). Ancient South America. مطبعة جامعة كامبريدج.